# Sandbek
Sandbek (dänisch: Sandbæk) ist ein Ortsteil der Stadt Kappeln im Kreis Schleswig-Flensburg in Schleswig-Holstein. 
Der Ort liegt nordwestlich der Kernstadt Kappeln an der Kreisstraße K 58 und am Mühlenbach. Am südwestlichen Ortsrand verläuft die Landesstraße L 21, östlich verläuft die B 199 und fließt die Schlei.
An der Gemeindegrenze zur Gemeinde Stoltebüll befindet sich ein Teil des NATURA-2000-Schutzgebietes FFH-Gebiet Drülter Holz auf Gemeindegebiet.

## Persönlichkeiten
- Claus Stallknecht (* 1681 in Groß Sandbek bei Kappeln; † 1734), Baumeister im dänischen Königreich